# 梁習
梁習（2世紀—230年），字子虞，陳郡柘人。

## 生平
梁習起初在陳郡任官吏。曹操任司空時辟命他為漳縣長，後來歷任乘氏、海西和下邳縣令，都有治績。後來遷任西曹令史和西曹屬。
建安十一年（206年），曹操擊敗以并州反叛的并州刺史高幹，命令梁習以別部司馬領并州刺史。當時并州剛剛經歷完戰亂，又有匈奴在州內橫行，更加有豪族聚兵眾自眾，侵襲地方；梁習於是以禮徵召當地豪族，又徵集兵眾，他們出征後又逐漸遷移他們的家室到鄴城。對反抗不順從的人都用兵討伐消滅。又令到匈奴單于和各部諸王降伏，回復社會秩序。另外又向朝廷推薦在并州避亂的名士，如常林、楊俊、王象、荀緯和王凌等人，曹操都向他們授官，後來他們都名揚於世。連當地長老都說未聽聞過有刺史能力比得上梁習。曹操對梁習管理得并州井井有條十分欣賞，爵關內侯，後正式任命梁習為并州刺史。
建安十八年（213年），因為并州被併入冀州，轉任議郎、西部都督從事，統屬冀州，總攬舊部。梁習後來上表增置屯田都尉二人，帶領六百個民夫在路旁種植作物讓人們和牲口取用。後來又先後斬殺鮮卑大人育延和烏丸王魯昔，震懾了當地的外族，令到當地安定無事。
曹丕稱帝後，再次將并州劃出，再次任命梁習為并州刺史，並封為申門亭侯。黃初六年（225年），鮮卑軻比能作亂，三月乙巳日（4月23日）大破之。太和二年（228年），任大司農。梁習在并州任官二十多年，但貧窮，住處都沒有甚麼名貴物品，曹叡於是對他的賞賜十分豐厚。太和四年（230年）逝世。

## 子女
- 梁施，梁習之子，嗣侯。

## 延伸阅读
[在维基数据编辑]
 《三國志·卷15》，出自陳壽《三國志》